# Kalifornijski bor
Kalifornijski bor, Pinus radiata iz porodice Pinaceae, vrsta je bora autohtona za središnji dio obale Kalifornije.
Najčešći je sađeni bor na svijetu, cijenjen zbog brzog rasta i poželjnih kvaliteta drveta i srčike.
Iako je kalifornijski bor široko kultiviran kao nasadno drvo u mnogim umjerenim krajevima svijeta, suočava se s ozbiljnim prijetnjama u svojemu prirodnom okolišu.

## Vanjske poveznice
|  | Zajednički poslužitelj ima stranicu o temi kalifornijski bor    |
|  | Zajednički poslužitelj ima još gradiva o temi kalifornijski bor |
|  | Wikivrste imaju podatke o taksonu kalifornijskom boru           |